# 마이비카드
마이비카드는 부산광역시를 거점으로 하는 대한민국의 선불식 전자 화폐이다. 2000년 부산광역시에서 발행되기 시작하였으며, 지역에 따라 다른 교통 카드를 발행 및 판매하였다. 롯데그룹 계열에 편입된 후에는 2012년 4월부터 기존 마이비카드는 단종하는 대신, 캐시비(현 이즐) 기반 카드로만 대체 발행되고 있다.
출시 초기에는 대중교통 운임 지불 수단으로 사용하였고, 이후 자동판매기, 유통, 관공서 무인민원 발급기에서 사용하거나 공중전화 통화 시 마그네틱 공중전화카드 대신 사용하는 등 대체 지불 수단으로도 널리 사용하고 있다.

## 마이비카드의 역사
2000년 9월, (주)마이비의 설립과 함께 부산광역시에서 디지털부산카드의 상용 서비스를 개시하였다. 이에 앞서 1998년 2월 부산광역시에는 부산광역시 버스운송사업조합에서 출시한 하나로카드가 상용화되어 있었으나, 이는 대중교통 분야에 한정된 교통 카드로만 기능할 수 있었고 실질적으로 당시 외국에서 주요 부품을 수입하여 들여 왔기에 시민들의 수요를 적시에 따라갈 수 없었다. 이에 따라 본격적인 전자화폐로 기능할 수 있는 새로운 교통카드의 서비스가 절실하였다.
이에 부산광역시(버스운송사업조합)를 시작으로 (주)마이크로소프트와 부산은행을 비롯하여 롯데캐피탈, 부산롯데호텔, 롯데칠성음료, 롯데제과, KB테크놀로지(KEBT), 드림라인, 한국IT벤처투자 등이 컨소시엄을 구성하여 합작 법인을 설립한 뒤 2000년 9월 디지털부산카드의 상용화를 시작하였다. 이후 2002년에는 전라북도의 신명이카드, 경상북도의 신나리카드, 경상남도의 디지털경남카드를 출시하였고 울산광역시의 디지털울산카드와 전라남도의 디지털전남예향카드를 출시하여 대한민국의 남부 지역까지 사용 범위를 확대하였다. 영남과 호남 지역을 아우르며 성장하였다.
이어 2003년에는 충청북도의 으뜸e카드를 출시하였으며 2004년에는 광주광역시의 빛고을카드, 충청남도의 디지털충남카드를 출시하였고, 2006년에는 강원도까지 교통카드를 출시하여 전국 대부분 지역에서 구입, 충전한 뒤 사용할 수 있게 되었다. 2009년에는 교통카드 전국 호환 정책과 함께 수도권 지역까지 사용 범위를 넓히게 되었다.

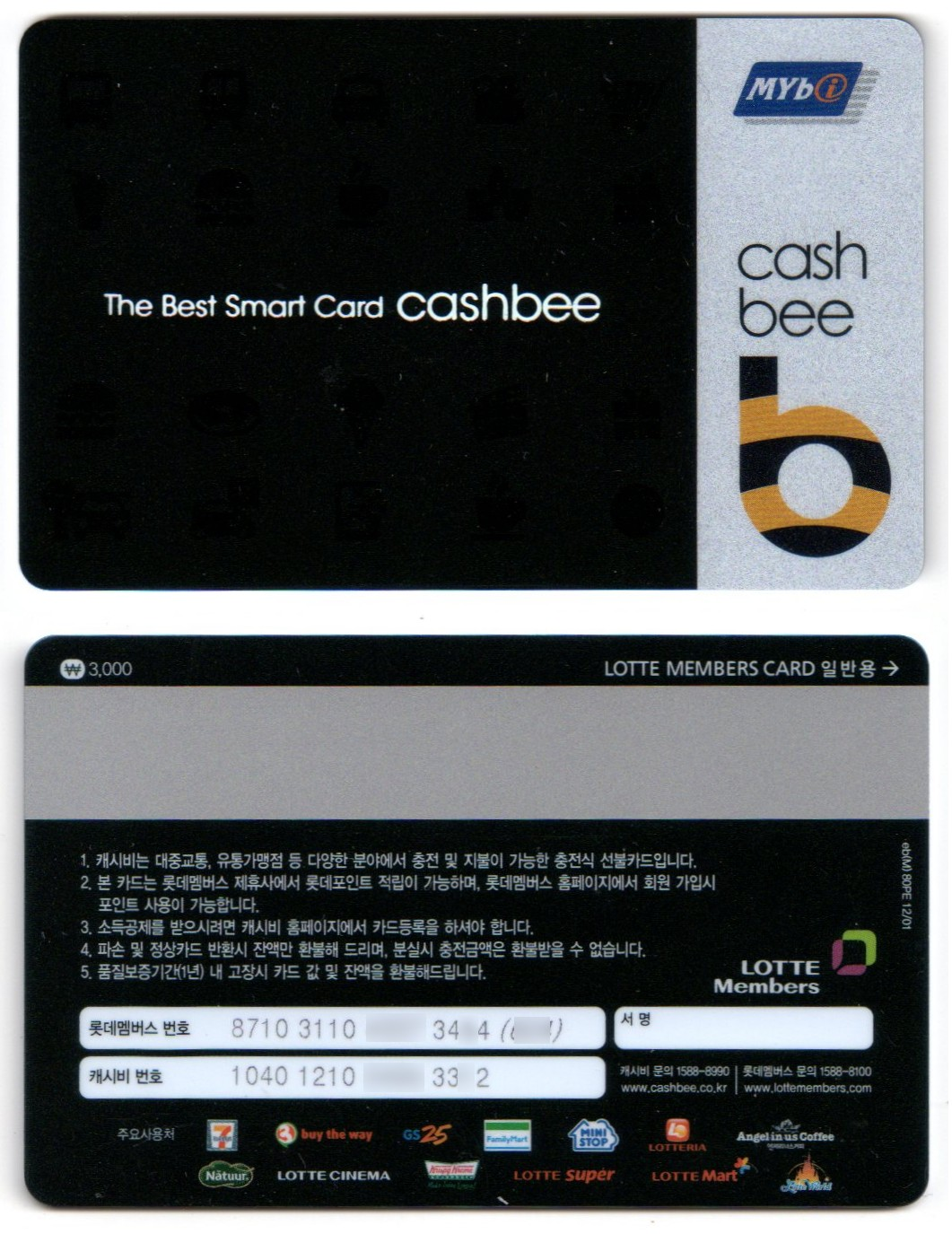
신 마이비카드

이와 같은 대중교통 분야 이외에도 부산광역시, 울산광역시 지역의 브랜드 택시나 일부 개인택시에서 마이비카드를 이용하여 결제할 수 있게 되었으며, 연말 구세군 자선냄비나 사랑의 열매 등 디지털 모금도 가능하게 되었다. GS25, 세븐일레븐 등 시중 편의점에서도 결제할 수 있게 되었으며, 부산광역시의 야구장, 축구장, 농구장 등의 입장권 결제, 민원업무 시스템의 수수료 결제 등도 마이비카드로 가능하게 되었다.
2009년 9월 28일 롯데그룹이 인수하여 롯데그룹의 계열사로 편입되었다. 2010년 12월 28일 (주)이비와 (주)마이비는 공동 브랜드인 캐시비를 출시하였고, 롯데그룹의 캐시비 통합 정책에 따라 2012년 4월 캐시비를 기반으로 하는 신 마이비카드를 출시하였다. 그 과정에서 캐시비는 이비카드·마이비카드·하나로카드의 사용 지역을 모두 포함하게 되었다.
2012년에 이비카드의 티모아(이즐)를 기반으로 한 신형 마이비카드가 발행되면서 기존 마이비카드의 사용률이 낮아지자 2014년에는 편의점에서 기존 마이비카드의 결제가 중단되었으며, 같은 해 12월에는 기존 마이비카드 충전 기능을 제공하던 롯데ATM에서 기존 MIFARE 기반 마이비카드와 하나로카드의 충전 기능이 제거되고 한페이의 충전으로 대체되었다.
2023년 10월 1일부터 기존 MIFARE 기반 마이비카드, 하나로카드, 이비카드 초기형의 대중교통 사용 및 충전이 완전히 중지됐다.

## 마이비카드의 기술
기존 마이비카드는 필립스사의 MIFARE Standard 1K와 PROX 기술을 이용하였다. 이 기술은 서울교통카드에도 이용된 바 있다. 카드 표면에 집적 회로가 노출되어 있는 마이비카드는 ISO 7816과 ISO 14443 표준을 따르며, 나머지는 모두 ISO 14443 표준만 따른다. MIFARE PROX 기술은 서울특별시의 신 교통카드인 보급형 티머니에 사용되고 있어서 현재 전국적으로 두루 쓰이는 두 교통 카드 시스템의 호환에 기술적 문제는 없는 것으로 보인다. 하지만 국토교통부가 2014년에 새로운 KS 교통카드 규격을 선보이며 표준 호환은 다른 방향으로 나아가게 되었고, 보안성 등의 이유로 세종특별자치시 등지에서는 MIFARE 선불교통카드의 사용을 전면 금지했다.
기본적으로 기존 마이비카드는 지역 간 차별 없이 호환 사용이 가능하게 되어 있으나, 실제로는 똑같은 마이비카드라도 지역마다 기능의 제한이 있어서 다른 지역에 가더라도 사용이 무차별한 티머니와 비교된다. 특히 광주 빛고을카드의 경우는 수도권에서 일부 호환되지 않으며, 빛고을카드 도입 초기에는 전라남도 시내버스와도 호환되지 않았다. 이후 광주 빛고을카드는 2011년 초에 런칭한 한페이로 대체되었다.
기존에 판매하던 디지털경기카드를 비롯한 지역별 교통카드는 더 이상 판매되지 않는다. 이후 2007년 11월에는 한국스마트카드·(주)이비와 함께 2008년까지 표준 SAM을 장착하여 각 회사의 교통카드를 호환하여 사용할 수 있게 되었다. 2009년 1월 10일부터는 수도권 지역에서도 마이비카드를 사용할 수 있게 되었다.

## 마이비카드의 사용
마이비카드는 주로 대중교통의 이용에 사용되는 교통카드이다. 그러나 전자화폐의 형태로 편의점이나 패스트푸드점, 자동판매기 등에서 사용되기도 하며 대중교통의 범주에 속하지 않는 일부 택시에서도 사용이 가능하다. 택시의 경우는 지역적으로 차이가 있다.

### 여러 종류
기존 마이비카드는 일반용과 청소년 우대용(만13~18세), 어린이 우대용(만6~12세) 등 3종이 기본적으로 발행되고 있으며, 광주광역시의 경우 대학생의 도시철도 운임이 별도로 책정되어 있으므로 대학생용 교통카드가 추가로 발매되고 있다. 부산광역시의 경우도 종전까지는 대학생용 교통카드가 발급되었으나 일반 운임과 통합되어 별도의 교통카드가 불필요하게 되었고, 이미 발행된 대학생용 교통카드는 일반용으로 전환되었다.
형태상 마이비카드는 카드형·미니카드형·액세서리형을 선택할 수 있다. 일반적으로 은행에서 발급되는 카드나 대학교 학생증, 기업의 신분증과 함께 제공되는 카드는 일반 카드 형태이나, 일반 충전소에서 구입하거나 도시철도에서 구입하는 경우는 대부분 액세서리 형태이다. 일반 카드형은 주로 학생증 및 은행과 연계한 카드일 경우에 주로 발급되며, 일반 충전식 카드는 미니카드 형태만 일부 유통되고 있다. 시중에서 유통되는 대부분의 기존 마이비카드는 액세서리 형태이고 마이비 인터넷 쇼핑몰에서도 부산용과 기타지역용으로 나누어 판매되고 있다. 어린이 우대용 카드는 부산용으로만 나오고 1명당 1매만 구입할 수 있다.
지역적으로는 부산광역시의 디지털부산카드를 비롯해 수 종의 지역별 카드가 존재하나, 지역별 카드는 단종되고 대부분 액세서리 형태로 유통되고 있어서 이러한 구분은 무의미해졌다.
시중에 유통되는 대부분의 마이비카드는 액세서리형이나, 마이비 인터넷 쇼핑몰에서는 자신이 찍은 사진을 이용하여 "마이디 카드"라는 셀프 디자인 카드를 주문하여 발급받을 수 있었다. 이 카드는 일반 카드형이었으며, 반드시 자신이 촬영한 사진을 올려야 하였다. 웹에서 다운로드받은 사진 혹은 연예인의 사진은 업로드할 수 없었다. 2012년 3월 6일부터 청소년용 마이디 카드 발급을 종료하였으며, 같은해 6월 8일부터는 일반용 마이디 카드 발급도 종료하여 마이디 카드 서비스가 완전히 종료되었다.

### 롯데 자이언츠마이비카드
롯데그룹이 2009년 9월 28일에 마이비를 인수한 후 2010년 3월 3일에 롯데 자이언츠 구단과 마이비가 제휴하여 만든 카드이며, 일반 카드형으로 롯데 자이언츠 회원 및 롯데멤버스 기능이 결합된 교통 카드이다. 롯데 자이언츠 인터넷 일반 회원으로 가입하면 발급받을 수 있고 별도의 등록 절차 없이 롯데멤버스와 연동되며 재발급시 수수료가 부과된다. 롯데멤버스와 별도로 마이비 홈페이지에서 이 카드를 등록할 때에는 "롯데멤버스 등록하기"에서 카드 외부의 롯데멤버스 번호를 입력하여 등록하여야 한다. 2012년 3월 19일 단종되어 롯데 자이언츠 이즐 탑재 카드로 변경되었고, 2015년부터는 교통카드 기능이 없는 멤버십 카드로만 발급한다.

### 코리아패스 부산 카드
한국관광공사와 제휴한 외국인 전용 선불 카드로, 내국인은 구입할 수 없다. 한국관광공사에서 나오는 선불 카드는 코리아패스 선불카드 기본과 코리아패스 선불카드 부산으로 나뉜다. 기본형은 이즐가 탑재되었고, 부산용은 마이비카드가 탑재되었다. 김해국제공항 코리아패스 서비스 데스크, 부산국제여객터미널 관광안내소, 부산역 롯데멤버스 안내 데스크에서 판매한다. 이비카드가 로카모빌리티로 사명을 변경한 후에는 로카M 베이스로 통일하여 "코리아 트래블 카드"로 개칭하고 네이버페이 캐시비샵에서도 판매하고 있으며, 내국인들도 구입이 가능하다.

### 지역적 구분
교통 카드로 이용되는 기존 마이비카드는 지역적으로 사용에 차이가 있다. 이는 대중교통 체계가 지역적으로 차이가 있기 때문이며, 그에 따라 마이비카드도 지역별로 다른 정책을 통해 서로 다른 종류의 카드가 활용된다. 특히 일부 지역에서는 마이비카드를 통해 대중교통 이외의 유료도로, 택시 등을 이용할 수 있다.

#### 주 사용 지역
기존 마이비카드는 지역별로 다른 교통카드를 발급하고 있어서 티머니와 달리 같은 마이비카드라도 지역마다 환승 및 사용 방식이 다른 점이 많았으나, 2009년 1월 1일부터 경상남도 김해시와 같은 일부 지역을 제외한 대부분의 서비스 지역 안에서는 자유롭게 사용할 수 있게 되었다.

#### 호환 사용 지역
기존 마이비카드는 위에 언급된 주 사용 지역 외에도 다른 지역의 교통카드와 호환하여 사용되는 지역이 있다. 전국 하나은행, 우리은행, 신한은행 ATM에서 충전이 가능하여 상대적으로 충전의 제한이 적은 티머니와 달리 기존 마이비카드는 이들 지역에서는 충전이 제한적이며 사용만 자유롭게 할 수 있다.
수도권에서 부산광역시의 교통카드와 상호 호환이 가능하여 서울특별시와 경기도 지역의 모든 시내버스 및 마을버스의 운임 지불이 가능하다. 또한 인천광역시의 모든 시내버스 및 수도권 전철, 인천국제공항철도의 운임 지불도 가능하다.
롯데그룹이 마이비카드와 이비카드를 인수한 뒤 이비카드 지역에서도 비공식적으로 기존 마이비카드로 운임 지불이 가능하게 되었으나, 2012년부터 기존 마이비카드의 단종 이후, 서울특별시 공항버스나 경기도 시외버스에서는 기존 마이비카드를 사용할 수 없게 되었다.
기존 마이비카드로 교통 사용이 되지 않는 지역에서도 한국철도공사 관할 철도역들의 일부 자동판매기 및 스토리웨이에서 마이비카드 요금 지불이 가능하다. 그러나 이 또한 기존 마이비카드의 단종 이후 사용률이 낮아져 레일플러스나 티머니와 같은 다른 교통카드로만 지불할 수 있게 되었다.

## 같이 보기
- 캐시비
- 하나로카드
- 코레일 멤버십 카드